# الحركات المناهضة للإجهاض
تشارك الحركات المناهضة للإجهاض، والتي يشار إليها أيضًا بالحركات المؤيدة للحياة، في مناظرة حول مناهضة ممارسة الإجهاض وشرعيته. بدأت العديد من الحركات المناهضة للإجهاض كحركات مضادة رداً على تشريع عمليات الإجهاض الاختياري.
الإجهاض هو إنهاء الحمل بإزالة أو إخراج المضغة أو الجنين.

## أوروبا
يختلف قانون الإجهاض حسب الدولة في أوروبا، وقد تم تقنينه من خلال الإجراءات البرلمانية في بعض البلدان، وحظره دستوريًا أو جعله مقيدًا بشدة في بلدان أخرى. كان لهذا تأثيراً في الحال على تنظيم ممارسة الإجهاض بإحكام في أوروبا الغربية، وفي نفس الوقت التوسط والحد من تأثير الحملات المناهضة للإجهاض على القانون.

### فرنسا
منظمة دعوهن يعشن; جمعية انقاد أمهات المستقبل، هي أول منظمة مخصصة لمناهضة الإجهاض في فرنسا، حيث تم إنشاؤها في عام ١٩٧١ أثناء المناظرة التي أدت إلي قانون فيل في عام ١٩٧٥. وكان المتحدث الرئيسي لها هو عالم الوراثة جيروم ليجوين. منذ عام ٢٠٠٥، نظمت الحركة الفرنسية المناهضة للإجهاض مسيرة الحياة السنوية.
لم يتم إلغاء قوانين الإجهاض لعام ١٩٢٠ بالكامل في فرنسا مما أدى إلى غموض سياسات الأمة. وبحلول عام ١٩٧٥، قدمت سيمون فاي، وزيرة الصحة، تشريعات «سمحت» بالإجهاض خاصة في حالات الضيق لمدة تصل إلى عشرة أسابيع. فقد تتم موافقة الحكومة على عمليات الإجهاض بعد هذا التاريخ فقط عندما يهدد الحمل صحة المرأة أو سيؤدي إلى ولادة طفل بمرض خطير وغير قابل للشفاء. يعد الإجهاض بعد اثني عشر أسبوعاً، عدا الإجهاض العلاجي، بموجب أحكام المادة ٣١٧ من القانون الجنائي، جريمة يعاقب عليها بالسجن من ٦ أشهر إلى ١٠ سنوات، وغرامة تتراوح بين ١٨٠٠ و٢٥٠٠٠٠ فرنك، وفقدان الرخصة المهنية.
يواصل الكاثوليك والجماعات السياسية اليمينية الاحتجاج على الإجهاض. وحاول حزب التجمع الوطني اليميني المتطرف، (الجبهة الوطنية سابقاً)، دون جدوى خفض تمويل عمليات الإجهاض.

### ايرلاندا
هناك العديد من الجماعات الرئيسية المعارضة للإجهاض في جمهورية أيرلندا، من بينها الحملة المعاضة للإجهاض وحماية الشباب ومعهد لونا. بالرغم من قانون الإجهاض لعام 1967، والذي كان معلمًا مهمًا للنساء في المملكة المتحدة، إلا أنه لم ينطبق على أيرلندا الشمالية. كان على هذه النساء إما السفر إلى البر الرئيسي لتلقي العلاج أو مواجهة اتهامات جنائية لشراء حبوب الإجهاض بشكل غير قانوني. نص التعديل السادس والثلاثون للدستور عام 2018 على الإجهاض القانوني في أيرلندا ولا تزال الحملة مستمرة للعديد من الأحزاب المناهضة للإجهاض من ضمنهم أونتو.

### ليختنشتاين
رفضت أغلبية ضئيلة في ليختنشتاين طلبا لإضفاء الشرعية على عمليات الإجهاض في استفتاء أجري عام 2011. حصل المعارضون، بمن فيهم الأمير ألويس، على 500 صوت إضافي واستقروا في النهاية عند 52.3 في المائة مقارنة بـ 47.7 في المائة.
وكان الأمير ألويس قد أعلن عن استخدامه حق النقض مسبقًا إذا لزم الأمر لمنع إدخال الإجهاض.

### روسيا
يعد الإجهاض قانوني في روسيا كإجراء اختياري حتى الأسبوع الثاني عشر من الحمل، ومراحل لاحقة في بعض الظروف الخاصة. اكتسبت قضية الإجهاض انتباها متجددًا عام 2011 في مناظرة تقول عنها صحيفة نيويورك تايمز بانها أصبحت مثل المناظرة التي تقام في الولايات المتحدة.
أقر البرلمان ووقع الرئيس ديمتري ميدفيديف عدة قيود على الإجهاض لتصبح قانونا لمكافحة انخفاض معدل المواليد وعدد السكان. تشمل هذه القيود مطالبة منفذي عملية الإجهاض بتكريس 10% من تكاليف الإعلان لوصف اخطار الإجهاض على صحة المرأة وجعل وصف الإجهاض بأنه إجراء طبي آمن أمرا غير شرعي.
تناولت زوجة ميدفيديف، سفيتلانا ميدفيديفا، قضية مناهضة الإجهاض في روسيا في حملة وطنية استمرت أسبوعًا ضد الإجهاض بعنوان «أعطني الحياة!» و «يوم الأسرة والحب والإخلاص» عن طريق مؤسستها للمبادرات الاجتماعية والثقافية بالتضامن مع الكنيسة الأرثوذكسية الروسية.

### اسبانيا
شارك أكثر من مليون متظاهر في اسبانيا في مسيرة  بمدريد في شهر أكتوبر عام 2009 للاحتجاج على خطط حكومة خوسيه لويس زاباتيرو لإضفاء الشرعية على عمليات الإجهاض الاختيارية والغاء قيود موافقة الوالدين.

### المملكة المتحدة
«جمعية حماية الأجنّة» هي أبرز المنظمات المناهضة للإجهاض في المملكة المتحدة وقد تم تأسيسها في وقت إقرار قانون الإجهاض لعام 1967 الذي اعطى حريات أكثر لعملية الإجهاض.  تقوم المجموعة بحملات ضد الإجهاض، غالبًا باستخدام ادعاءات غير مدروسة ودعم الاحتجاجات في عيادات الولادة.  كان لقانون مناهضة الإجهاض لعام 1967 تأثيراً كبيراً في بريطانيا (باستثناء أيرلندا الشمالية). وعوضا عن إلغاء القانون ينص القانون الحالي على أنه على الأقل إذا أتفق  طبيبان على أسباب للإجهاض تتماشى مع القانون، فيمكن قانوناً إجراء العملية. ومع ذلك هذا يعني أن النساء اللائي قمن بالإجهاض بشكل مخالف للقانون قد يواجهن عقوبة السجن مدى الحياة.  ويمكن محاكمة الأطباء أيضًا إذا تبين أنهم يجرون عمليات إجهاض بدون مبرر معقول.  فحتى الآن هناك العديد من العيادات في المملكة المتحدة التي يقف أمامها النشطاء المناهضون للإجهاض بشكل روتيني، وهدفهم هو ابعاد النساء عن الدخول في عمليات الإجهاض، ويتم ذلك من خلال عمليتين: «صلاة الليل» التي يتم التهامس بها أحيانًا بهدوء وفي أحيان أخرى تُقال بصوت عالٍ للإبعاد بشكل أكثر فاعلية و «المشورة على الرصيف» حيث يقترب الناشطون من دخول النساء لإقناعهن بمواصلة حملهن.  هذه ممارسة لا تحظى باهتمام كبير من قبل النساء اللواتي يسعين إلى الإجهاض والمنظمات التي تقدم الخدمة لأنه من المعروف أنها تسبب القلق والضيق.

## الشرق الأوسط

### إسرائيل
المنظمة الرئيسية المناهضة للإجهاض في إسرائيل هي «إفرات» والتي يقوم نشطائها بجمع الأموال في المقام الأول للتخفيف «الضغوط المالية والاجتماعية» على النساء الحوامل حتى لا يوقفن حملهن.  ومع ذلك لا يتم تنفيذ هذا النشاط إلا في الوسط اليهودي في المجتمع الإسرائيلي، حيث تعتبر «إفرات» الإجهاض بين اليهود تهديدًا ديموغرافيًا للشعب اليهودي بشكل رسمي.

## الأمريكتان

### الولايات المتحدة
الحركة المناهضة للإجهاض الولايات المتحدة شكلت قرارات «بولتون» و «رو» في المحكمة العليا عام 1973 مع ظهور العديد من المنظمات المناهضة للإجهاض التي ظهرت ذلك الحين.  وهناك أيضا حركة أخلاقيات تتبنى فلسفة تعارض كل أشكال القتل، بما في ذلك الإجهاض والحرب وعقوبة الإعدام.
الحركة الحالية هي جزء من استمرار للمناقشات السابقة بشأن الإجهاض التي أدت إلى حظر هذه الممارسة في جميع الولايات في أواخر القرن التاسع عشر. كانت الحركة الأولية بقيادة الأطباء، ولكنها تضمنت أيضًا سياسيين والحركات النسائية. بين الأطباء، لعب التقدم في المعرفة الطبية دورًا مهمًا في التأثير على الرأي المناهض للإجهاض. أدى التسريع الذي كان يُعتقد سابقًا أنه النقطة التي دخلت فيها الروح إلى الإنسان إلى اكتشاف أنها خطوة غير مهمة نسبيًا في نمو الجنين، مما أدى إلى قيام العديد من المهنيين الطبيين بإعادة التفكير في مواقفهم بشأن عمليات الإجهاض المبكرة. من الناحية الأيديولوجية، لعب قَسم أبقراط والعقلية الطبية في ذلك العصر للدفاع عن قيمة الحياة البشرية كمطلق دورًا مهمًا أيضًا في تشكيل الآراء حول الإجهاض.
في غضون ذلك، تميل العديد من النسويات في القرن التاسع عشر إلى اعتبار الإجهاض ضرورة غير مرغوب فيها يفرضها الرجال الطائشون على النساء. رفض جناح «الحب الحر» في الحركة النسوية الدعوة إلى الإجهاض وتعامل مع هذه الممارسة كمثال على التطرف البشع الذي كان الزواج الحديث يدفع النساء إليه. وقالت إن الاغتصاب الزوجي وإغواء النساء غير المتزوجات من العلل المجتمعية التي تعتقد النسويات أنها تسبب الحاجة إلى الإجهاض، لأن الرجال لا يحترمون حق المرأة في الامتناع عن ممارسة الجنس.
المنظمات الإنجيلية مثل «التركيز على الأسرة»  تشارك في الحركات المناهضة للإجهاض.

### كندا
قدمت نائبة الحزب المحافظ «كاثي واغنتال» مشروع قانون يسعى إلى حظر عمليات الإجهاض بغرض اختيار جنس الطفل في عام 2020. الإجهاض في كندا قانوني في جميع مراحل الحمل ويمَول جزئيًا من خلال قانون الصحة الكندي. في عام 2013، قام رئيس الوزراء التابع للحزب المحافظ  «ستيفن هاربر»  بمنع أعضاء البرلمان من مناقشة الأمر في مجلس العموم. ارتبطت خطوة هاربر بتصريحاته المتكررة بأنه لن يسمح بإعادة فتح النقاش. منذ الثمانينيات، تم إرسال ما لا يقل عن ثلاثة وأربعين مشروع قانون خاص بالأعضاء ضد الإجهاض إلى مجلس العموم، لكن لم يتم تمرير أي منها. الخطاب المناهض للإجهاض في كندا «يهدف إلى تغيير القيم الثقافية أكثر من التشريع بشكل متزايد؛ وقد تم تجسيده صراحة على أنه» مؤيد للمرأة«؛ ويتجنب إلى حد كبير مناشدة الأسس الدينية؛ ويعتمد على حجة جديدة حول» الإجهاض يضر بالنساء«التي حلت محل الحجج التقليدية المتعلقة بشخصية الجنين».
منذ عام 1998، عقد الكاثوليك والحلفاء مسيرات وطنية مناهضة للإجهاض بعنوان «مسيرة من أجل الحياة» حول مبنى البرلمان، حيث جمع الاثنان أكثر من 10000 متظاهر، بالإضافة إلى الاحتجاجات الوطنية، فيحتج المناهضون للإجهاض على عيادات الإجهاض في جميع أنحاء البلاد في محاولة لوقف عمليات الإجهاض من الاستمرار.

## أستراليا
يوجد عدد من المنظمات المناهضة للإجهاض في أستراليا، يشمل ذلك Cherish Life وRight to Life Australia وAustralian Christian Lobby. تقوم هذه المنظمات بأنشطة حملات مختلفة تتضمن جمع التبرعات للحملات السياسية. ==
جزء كبير من القانون الأسترالي المحيط بالإجهاض مستمد أصلاً من القانون البريطاني. حتى عام 1967، نص القانون البريطاني على أن «الإجهاض المحرض غير قانوني في جميع الحالات إلا في (احتمال) الحالات المستثناة التي يكون فيها من الضروري إنقاذ حياة الأم». شاركت أستراليا في هذا القانون حتى قامت بريطانيا بتغييره في عام 1967 نحو وجهة نظر أكثر ليبرالية.
تقوم جميع الولايات والأقاليم باستثناء أستراليا الغربية بحظر النشطاء المناهضين للإجهاض من مضايقة الزوار والعاملين في عيادات الإجهاض من خلال وضع مناطق حظر حول العيادات.